# Государственный Музей природы Харьковского национального университета имени В. Н. Каразина
Государственный Музей природы Харьковского национального университета имени В. Н. Каразина (Харьковский музей природы) — природоведческий музей в Харькове, один из старейших музеев Европы; входит в состав Харьковского национального университета имени В. Н. Каразина, является крупным научно-просветительским и учебным центром Украины.

## История музея
В 1805 году, вскоре после открытия Императорского Харьковского университета, попечитель Харьковского учебного округа граф Потоцкий закупил в Санкт-Петербурге у итальянца Четти коллекции, как тогда говорили, «натуральных предметов», содержавших: 125 чучел птиц, 36 морских ежей, 18 морских звезд, 100 экземпляров кораллов, 2623 раковины моллюсков, 235 бабочек, 540 жуков, 520 штук минералов, физические инструменты.
В следующем 1806 году в Ганновере по распоряжению Потоцкого был приобретён «Естественный кабинет» профессора Андре. В этом приобретении было большое собрание птиц, насекомых, окаменелостей и минералов. При существовавших в то время транспортных возможностях доставка коллекции в Россию была делом чрезвычайно трудным; путь в 1700 км был преодолён примерно за 70 дней и только 2 апреля 1807 года обоз с экспонатами прибыл в Харьков на Университетскую улицу. С этой даты и следует вести историю всех университетских музеев, вошедших со временем в объединённый государственный Музей естествознания. Прибывшим натуральным предметам, по логике и существовавшему в то время объединению естественных наук в физико-математическом факультете, надлежало послужить основанием для создания при этом факультете Естественного кабинета, состоявшего из зоологических и минералогических собраний. Впоследствии Естественный кабинет разделили на зоологический (названный позже музеем дарвинизма) и минералогический.
Первым хранителем кабинета стал профессор ботаники Ф. А. Делавинь. С 1816 года смотрителем кабинета был назначен студент В. М. Черняев, впоследствии профессор ботаники. В 1826—1838 годах кабинетом заведовал профессор И. А. Криницкий. Позднее зоологическим кабинетом заведовал профессор физиологии И. О. Калениченко, профессор ботаники В. М. Черняев, профессор зоологии А. В. Чернай и другие.
В 1826 году в кабинете насчитывалось всего 1987 предметов, а к 1838 году число их возросло до 7924 единиц. При Криницком была создана лаборатория для определения и монтировки собранного материала, а коллекции кабинета стали широко использоваться в педагогическом процессе. При профессоре Калениченко количество экземпляров животных возросло до 14 970. 
С 1873 года заведование зоологическим кабинетом перешло к профессору П. Т. Степанову; в 1887—1903 годах заведующим был профессор А. Ф. Брандт. 
В 1903 году заведующим стал профессор А. М. Никольский, при котором в 1905 году музей получил дар профессора ботаники В. М. Арнольди, состоявший из больших коллекций кораллов, раковин моллюсков, змей, привезенных им из путешествия в 1905 году по островам Малайского архипелага. Если учесть, что кораллы были на массивных подставках, а в коллекции раковин были и раковины тридакны (между прочим, существует предание, что в одной из створок тридакны профессор купал свою маленькую дочь), то получается груз, за одну перевозку которого, видимо, пришлось заплатить немало. 
Но самым замечательным пополнением кабинета стали коллекции, которые завещал университету действительный статский советник Д. А. Донец-Захаржевский. После его кончины наследники, выполняя волю завещателя, передали коллекции, в которых были: коллекция местных и экзотических жесткокрылых, состоявшая из 19 217 видов, 2130 родов (каталог её составил пять рукописных томов) в 10 энтомологических шкафах; коллекция раковин моллюсков, состоявшая из 3218 экземпляров в 11 витринах красного дерева; коллекция окаменелостей, поступившая в минералогический кабинет. Такое интенсивное пополнение фондов кабинета способствовало тому, что к 100-летию со дня основания зоологический кабинет превратился в Зоологический музей.
После 1917 года зоологический кабинет стал функционировать как зоологический музей при научно-исследовательской кафедре зоологии.
Свой современный вид музей приобрёл после второй мировой войны стараниями и здесь не последнюю роль сыграл его директор Виталий Николаевич Грубант. В начале в 1946 года он возглавил музей дарвинизма, который в 1960-е годы был объединён с геологическими, минералогическими и палеонтологическими коллекциями геологического факультета Харьковского университета (в то время государственного университета имени А. М. Горького). Процесс объединения был завершён, когда коллекция образцов геологического отдела была перевезена в здание по ул. Тринклера, 8 в январе 1964 года. Таким образом, родоначальниками музея природы являются два университетских музея: зоологический и минералогический.

## Современная экспозиция музея
Нынешней музей природы занимает площадь около 4000 м². Его научные фонды насчитывают более 250 тысяч экспонатов со всего мира. Это чучела и тушки, черепа, ископаемые остатки и скелеты, окаменелости, яйца птиц, влажные и сухие препараты различных животных, образцы горных пород и минералов, коллекция метеоритов, муляжи, гипсовые слепки вымерших животных.
В 23 залах музея развёрнуты экспозиции четырёх отделов: геологического, беспозвоночных и позвоночных животных, эволюции органического мира и охраны природы.
Здесь можно увидеть представителей животного мира всех континентов и морей Земли. В коллекции позвоночных можно увидеть редкие и исчезающие виды животных, и уже исчезнувшие — странствующий голубь и Стеллерова корова. Представлена самая большая на Украине коллекция птиц. В музее собрана самая крупная на Украине коллекция обезьян — 90 экспонатов 51 вида. Часть её куплена университетом у одного из коллекционеров в Полтавской области. Также экспонируются остатки ископаемых животных, в том числе скелета Плезиозавра, найденного в Изюме Харьковской области. Кроме того демонстрируется коллекция беспозвоночных: губки, кораллы и моллюски, черви, ракообразные, насекомые (более 110 000 экземпляров), иглокожие и оболочники. Имеются многочисленные диорамы: например в геологическом отделе можно наблюдать имитацию извержения вулкана, увидеть карбонатную пещеру со сталактитами и сталагмитами; в отделе беспозвоночных и позвоночных животных показан птичий базар, лежбище тюленей и многое другое.
У входа в музей установлено несколько древних скульптур — скифские и половецкие каменные бабы, которых привезли сюда из слобожанских степей.

## Адрес музея
- г. Харьков, ул. Тринклера, 8   Телефон: (057) 705-12-42